# Anna-Lena Forster
Anna-Lena Forster (født 15. juni 1995) er en tysk funktionshæmmet alpin skiløber, der konkurrerede ved vinter-PL 2014 og vinter-PL 2018 og vandt fem medaljer.

## Opvækst
Forster blev født i Radolfzell, Konstanz, Tyskland. Hun blev født uden et højre ben og med manglende knogler i sit venstre ben. Hun begyndte at stå på ski i en alder af seks i VDK Munchen skiklub.